# Вальниця ковзання

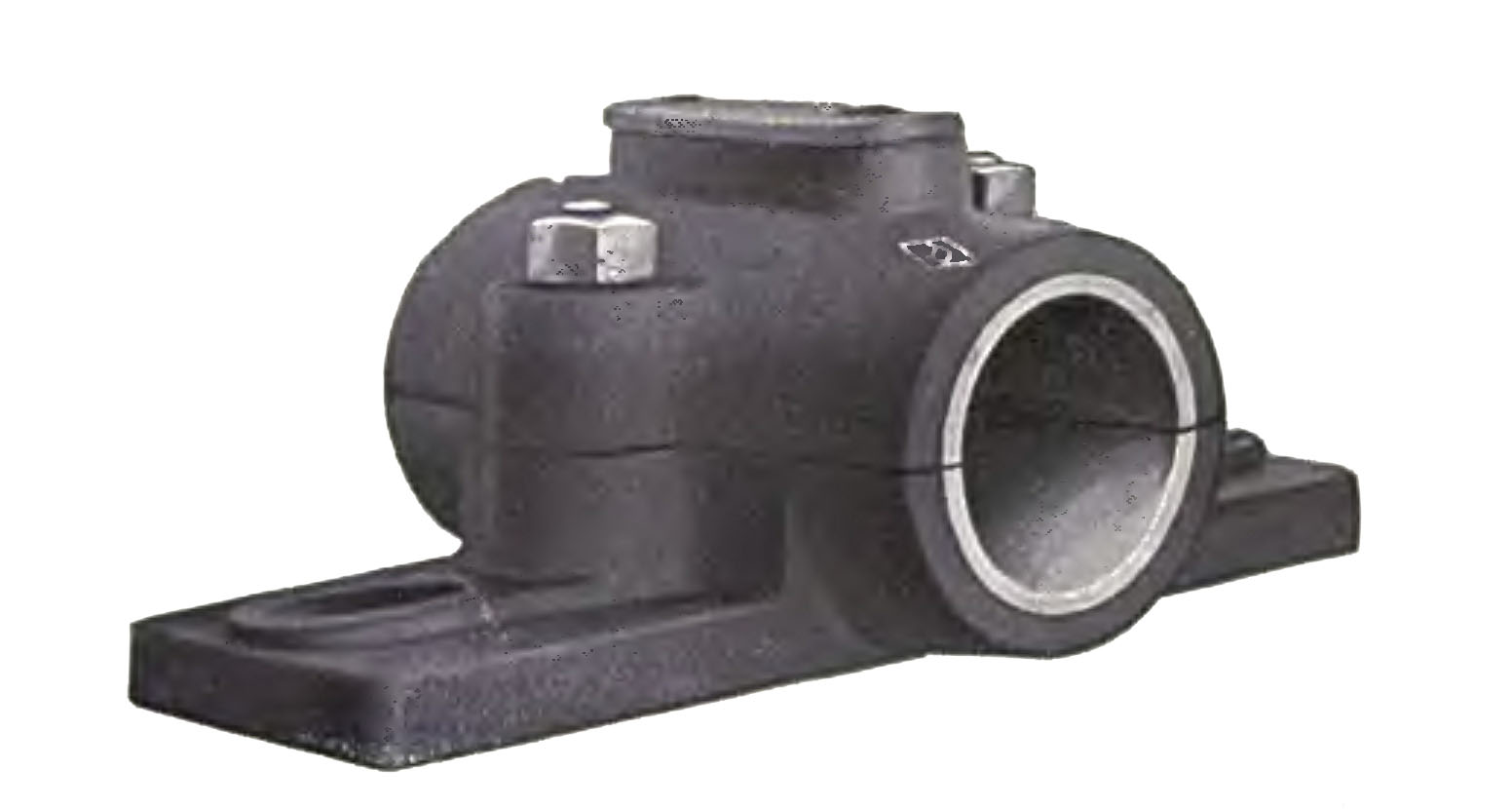
Радіальна вальниця ковзання

Вальни́ця ко́взання, заст. підшипник ковзання — тип вальниці, елемент опор валів і осей, поверхня цапфи яких взаємодіє в умовах проковзування через шар мастила або безпосередньо з поверхнею вальниці, що її охоплює.
За напрямком сприйняття навантаження розрізняють радіальні і осьові (упорні або підп'ятники) вальниці ковзання. Залежно від режиму змащення вальниці ковзання поділяються на гідродинамічні і гідростатичні, газодинамічні і газостатичні (роль мастила виконує повітря або нейтральний газ) та з твердим змащуванням.
Нормальна робота вальниці ковзання без постійного спрацьовування робочих поверхонь цапфи вала і вальниці можлива лише при розділенні цих поверхонь шаром мастила достатньої товщини із забезпеченням рідинного тертя. Наявність шару мастила між робочими поверхнями може бути забезпечена надлишковим тиском, який буває гідродинамічним, якщо він створюється при обертанні цапфи (гідродинамічна вальниця), або гідростатичним, що виникає внаслідок подачі мастила насосом (гідростатична вальниця).
За своєю конструкцією вальниці ковзання поділяють на нероз'ємні (глухі) й роз'ємні. Нероз'ємні відносяться до найпростіших вальниць, які застосувують при невеликих кутових швидкостях обертання валів та осей. Виготовляють їх у вигляді втулок з антифрикційних матеріалів, запресованих безпосередньо в корпусну деталь або в окрему деталь, що прикріплюється до рами.

## Визначення

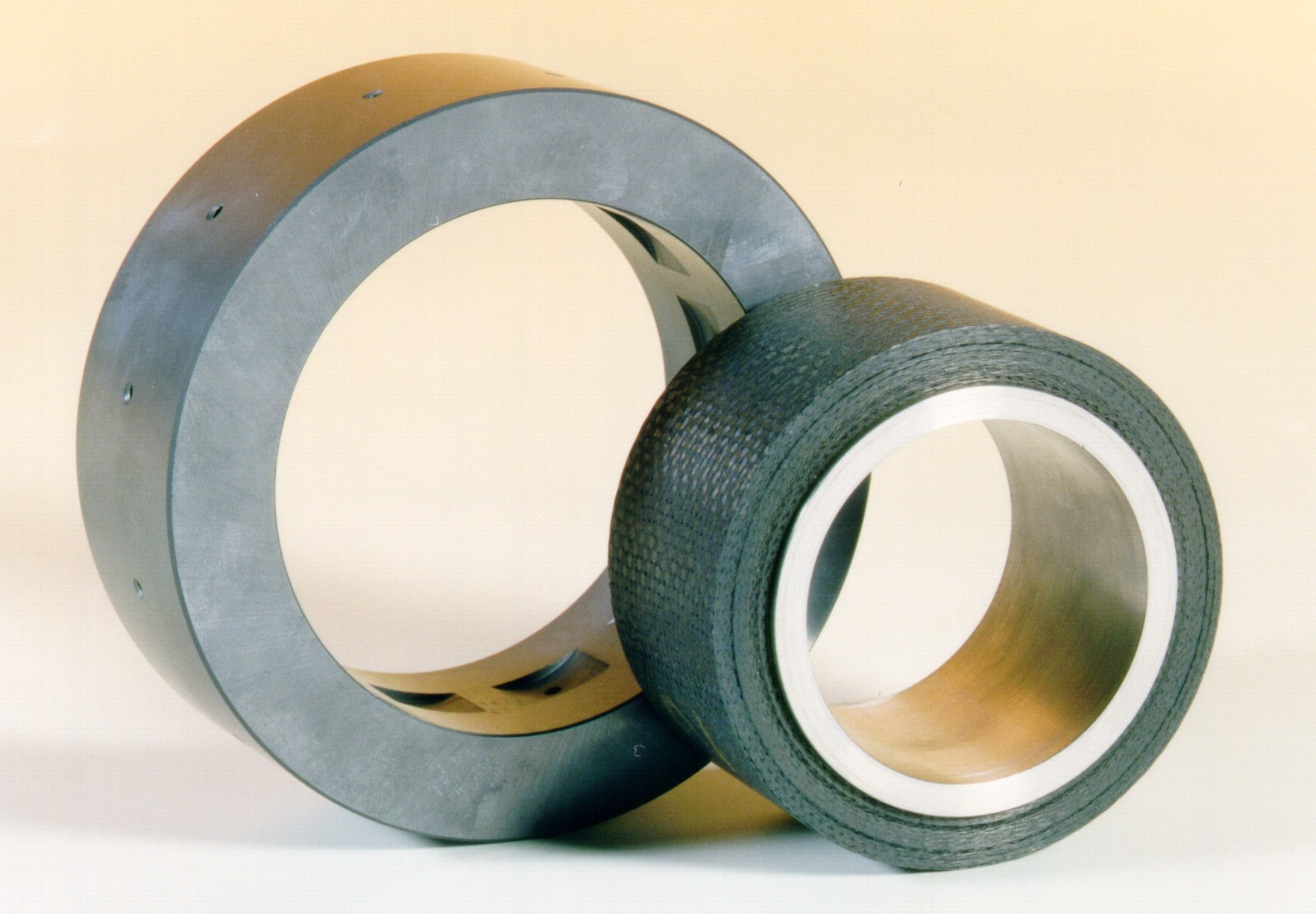

Вальниця ковзання — це опора або напрямна механізму або машини, в якій тертя відбувається при ковзанні зв'язаних поверхонь. Радіальний підшипник ковзання являє собою корпус, який має циліндричний отвір, у який вставляється робочий елемент — вкладиш, або втулка з антифрикційного матеріалу і пристрій для змащення. Між валом і отвором втулки підшипника є зазор, який заповнено мастильною речовиною, що дозволяє вільно обертатися валу. Розрахунок зазору вальниці, що працює в режимі поділу поверхонь тертя мастильним шаром, проводиться на основі гідродинамічної теорії мастила.
При розрахунку визначаються: мінімальна товщина мастильного шару (вимірюється в мкм), тиск в шарі змащення, температура і витрата мастильних матеріалів. Залежно від конструкції, окружної швидкості цапфи, умов експлуатації тертя ковзання буває сухим, граничним, рідинним і газодинамічним. Але навіть підшипники з рідинним тертям при пуску проходять етап з граничним тертям.
Мастило є одним з основних умов надійної роботи підшипника і забезпечує низьке тертя, розділення рухомих частин, відведення тепла, захист від шкідливого впливу навколишнього середовища.
Змазка може бути:
- рідкою (мінеральні і синтетичні мастила, вода для неметалічних підшипників),
- пластичною (на основі літієвого мила та сульфоната кальцію і ін.),
- твердою (графіт, дисульфід молібдену та ін.),
- газоподібною (різні інертні гази, азот і ін.).

Найкращі експлуатаційні властивості показують пористі підшипники, які самі змащуються, виготовлені методом порошкової металургії. При роботі пористий самозмащувальний підшипник, просочений мастилом, нагрівається і виділяє мастило з пор на робочу ковзаючу поверхню, а в стані спокою охолоджується і вбирає мастило назад у пори.
Антифрикційні матеріали підшипників виготовляють з твердих сплавів (карбід вольфраму або карбід хрому методом порошкової металургії або високошвидкісним газополуменевим напиленням), бабітів і бронз, полімерних матеріалів, кераміки, твердих порід дерева (залізне дерево).

### PV-фактор
PV-фактор — основний критерій оцінки працездатності вальниці ковзання. Є добутком питомого навантаження P (МПа) і окружної швидкості V (м/с). Визначається для кожного антифрикційного матеріалу експериментально при випробуваннях або в процесі експлуатації. Більшість даних щодо дотримання оптимального PV-фактора доступні в довідниках.

## Класифікація
В основу класифікації покладено аналіз режимів роботи вальниць за діаграмою Герсі-Штрібек.
Вальниці ковзання поділяють на:
- залежно від форми отвору:
  - одно- або багато поверхневі,
  - зі зміщенням поверхонь (у напрямку обертання) або без (для збереження можливості зворотного обертання),
  - зі зміщенням або без зміщення центру (для кінцевої установки валів після монтажу);
- у напрямку сприйняття навантаження:
  - радіальні
  - осьові (упорні, підп'ятники),
  - радіально-упорні;
- за конструкцією:
  - нероз'ємні (втулкові; в основному, дляІ-1),
  - роз'ємні (що складаються з корпусу і кришки; в основному, для всіх, крім I-1),
  - вбудовані (рамові, що складають одне ціле з картером, рамою або станиною машини);
- за кількістю мастильних клапанів:
  - з одним клапаном,
  - з декількома клапанами;
- за можливістю регулювання:
  - регульовані,
  - нерегульовані.

Нижче подана таблиця груп і класів підшипників ковзання (приклади позначення: I-1, II-5).
| Група                    | Клас                               | Спосіб змащення | Вид тертя    | Приблизний коефіцієнт тертя                                                                                       | Призначення | Область застосування |
| ------------------------ | ---------------------------------- | --------------- | ------------ | --- | --- | -------------------- |
| I (недосконале змащення) |                                    |                 |              | | |                      |
| 1                        | Мала кількість, непостійна подача  | Граничне        | 0,1…0,3      | Малі швидкості ковзання і невеликі питомі тиску                                                                   | Опорні ролики транспортерів, ходових коліс мостових кранів                                                                             |                      |
| 2                        | Зазвичай безперервне               | Напіврідинне    | 0,02…0,1     | Короткочасний режим з постійним або змінним напрямком обертання валу, малі швидкості і великі питомі навантаження | - Лінійні та формувальні машини - Ковальсько-пресове обладнання - Вальцювальні стани - Вантажопідйомні машини                          |                      |
| 3                        | Мастильна ванна або кільця         | Напіврідинне    | 0,001…0,02   | Мало мінливі за величиною і напрямком зусилля, великі і середні навантаження                                      | - Букси вагонів - Важкі верстати - Потужні електричні машини - Важкі редуктори - Текстильні машини                                     |                      |
| 3                        | Під тиском                         | Напіврідинне    | 0,001…0,02   | Змінне навантаження                                                                                               | - Газові двигуни - Тихохідні та двигуни для суден                                                                                      |                      |
| II                       |                                    |                 |              | | |                      |
| 4                        | Кільця, комбіноване або під тиском | Рідинне         | 0,0005…0,005 | Малі окружні швидкості валів, особливо важкі умови роботи при змінних за величиною і напрямком навантаженнях      | - Електричні машини середньої та малої потужності - Легкі та середні редуктори - Відцентрові насоси та компресори - Вальцювальні стани |                      |
| 5                        | Під тиском                         | Рідинне         | 0,005…0,05   | Слабонавантажені опори з великими швидкостями ковзання                                                            | - Парові котли - Водяні турбіни - Газові турбіни - Осьові вентилятори - Турбокомпресори                                                |                      |

### Переваги
- Надійність у високошвидкісних приводах
- Здатні сприймати значні ударні та вібраційні навантаження
- Порівняно малі радіальні розміри
- Допускають установку роз'ємних підшипників на шийки колінчастих валів і не вимагають демонтажу інших деталей при ремонті
- Проста конструкція в тихохідних машинах
- Дозволяють працювати у воді
- Допускають регулювання зазору та забезпечують точну установку геометричної осі валу
- Економічні при великих діаметрах валів

### Недоліки
- У процесі роботи вимагають постійного нагляду за мастилом
- Порівняно великі осьові розміри
- Великі втрати на тертя при пуску та недосконалому змащенні
- Велика витрата мастильного матеріалу
- Високі вимоги до температури та чистоти мастила
- Знижений коефіцієнт корисної дії
- Нерівномірне зношування підшипника та цапфи
- Застосування більш дорогих матеріалів

## Застосування
Попри набагато вужчу сферу застосування вальниць ковзання, ніж вальниць кочення, у них є ряд переваг, які дозволяють зайняти свою нішу на ринку вальниць.
Вони застосовуються у таких випадках:
- для опор валів (ω > 500 рад/с), у режимах роботи яких довговічність вальниць кочення досить низька;
- для валів та осей, які потрібно досить точно змонтувати і забезпечити незмінне положення осі обертання при роботі пристрою.
- для валів великого діаметра, де неможливо підібрати стандартні вальниці кочення;
- у випадках, коли вальниці повинні бути роз'ємними (наприклад, для опор колінчастих валів);
- при роботі вальниць у воді або агресивних середовищах;
- при потребі малих діаметральних розмірів вальниць, наприклад для близько розташованих валів.
- для економії засобів та конструктивного спрощення в тихохідних валах та невідповідальних механізмах.